# サントス・ドゥモン空港
サントス・ドゥモン空港（サントス・ドゥモンくうこう、葡: Aeroporto Santos Dumont）は、ブラジル連邦共和国のリオ・デ・ジャネイロ市内にある空港。

## 概要
リオ・デ・ジャネイロの港湾部にあり、リオ・デ・ジャネイロの中心地から僅か2kmに位置している。しかし短い滑走路が2本しかない上に、立地上拡張も難しいことから、現在は中型機以下の旅客機による国内線と、個人用小型機のみが運行されている。国際線はアントニオ・カルロス・ジョビン国際空港に発着する。　

## 歴史

### 開港

初代ターミナル（1936年）

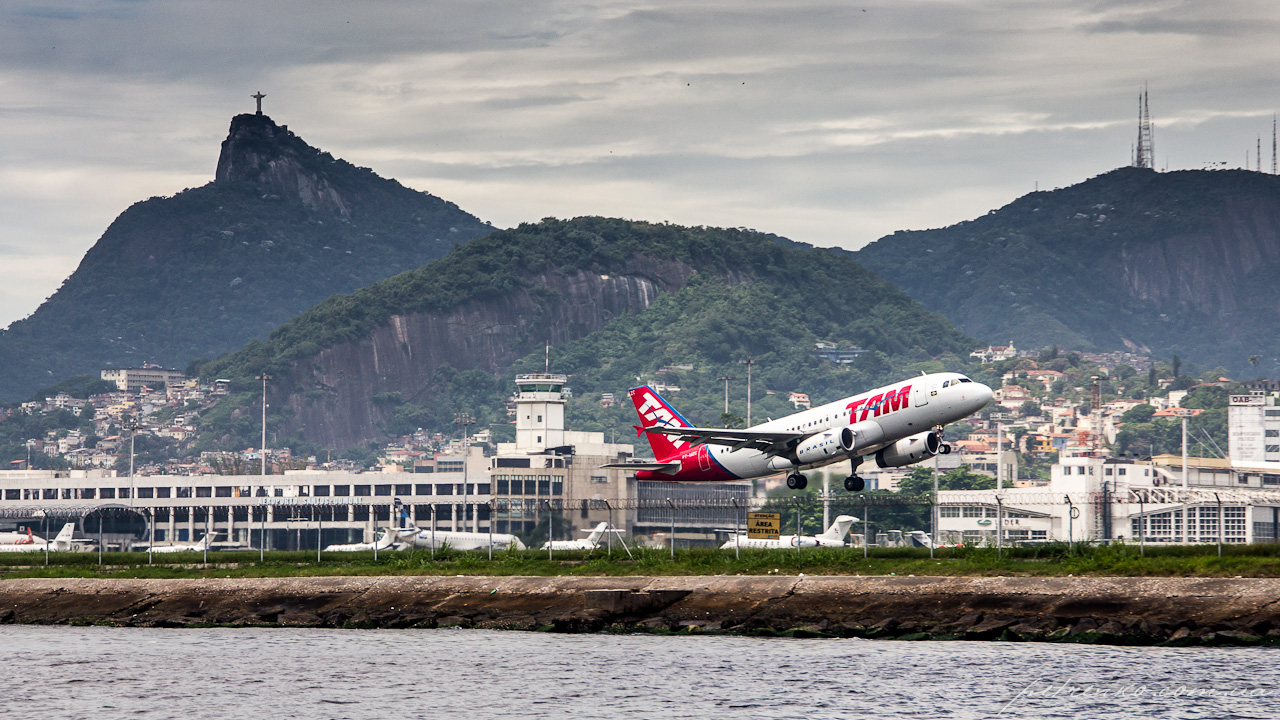
LATAMブラジルのエアバスA319

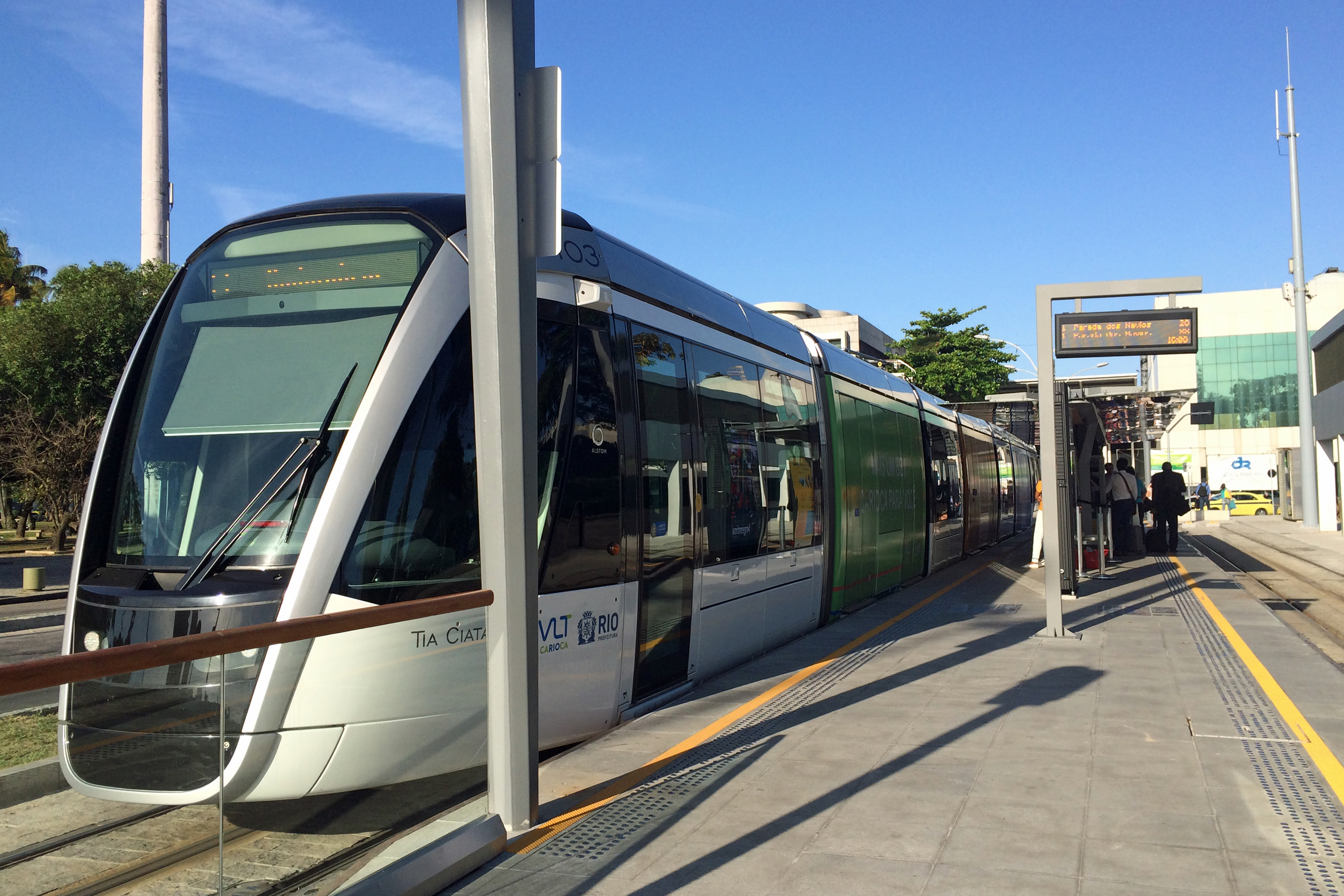
VLTカリオカの駅

1936年に、当時ブラジルの首都でブラジル第二の都市であったリオ・デ・ジャネイロ初の民間航空機兼用の空港としてボタフォゴ湾に面した海軍基地に隣接して建設された。空港名はリオ・デ・ジャネイロ出身の航空家で、南アメリカとヨーロッパの航空のパイオニアのアルベルト・サントス・ドゥモンから取られた。
リオ・デ・ジャネイロ中心部に近接した利便性の高い場所に位置しており、国内線のみならず、アルゼンチンやウルグアイ、パラグアイなどの近隣諸国の主要都市へ、ダグラス DC-4やダグラス DC-6、コンベア440などのレシプロ機を使用した近距離国際線も多数発着していた。

### 国内線専用空港
1952年にアントニオ・カルロス・ジョビン国際空港（ガレオン国際空港）が開港したため、全ての国際線の発着が同空港に移転した。滑走路が短くまた延長できないサントス・ドゥモン空港には、1950年代当時の中長距離用ジェット機が就航できず、1950年代後半に就航したボーイング707やダグラス DC-8、コンベア880をはじめとする中長距離用ジェット機を使用した便は、全てガレオン国際空港を利用した。
リオ・デ・ジャネイロ都心に位置するという地の利の良さを生かして、国内線専用空港としてヴァリグ・ブラジル航空のロッキード L-188・エレクトラやVASP航空の日本航空機製造YS-11などによってブラジル国内各都市への国内線が多数運航されることとなった。1959年まで首都であったリオ・デ・ジャネイロとサンパウロ間の航空需要は特に大きく、コンゴーニャス空港との間に複数の航空会社によってシャトル便「ポンチ・アエーレア（空の架け橋）」が開設された。
1960年代以降、ジェット機の性能が向上し、短い滑走路への離着陸が可能となった。1970年代以降はボーイング737、1980年代以降はエアバスA320、フォッカー 100などの中、小型ジェット機の運航が開始された。

### ターミナル火災
しかし、1999年に火災で旅客ターミナルのほぼ全域が焼失した。その後一部機能が回復するまでの6ヶ月間は民間定期便（プライベート機を除く）の乗り入れが停止され、すべての便が一時的にガレオン国際空港に移転した。2004年以降、サンパウロのコンゴーニャス空港への「ポンチ・アエーレア」や、ベロオリゾンテやブラジリアなどへのシャトル便を除いた一部の国内線定期便が、当時稼働率低下に悩まされていたアントニオ・カルロス・ジョビン国際空港へと移り、混雑状態は一旦解消された。
2007年には、ボーディングブリッジがある新旅客ターミナルの供用が開始され、乗り入れる航空会社が増加した。民間の定期便以外にもリージョナル機や政府専用機、空軍機、プライベートジェット、ヘリコプターが利用しており、2007年の離着陸数は65,689回、旅客数は3,214,415人を記録した。

### 混雑緩和
現在は、混雑緩和のため新ターミナルを出発用に、旧ターミナルを到着用に分けているほか、発着回数は1時間あたり19回に制限して運営されている。また、騒音対策として運営時間は午前6時から午後11時まで（出発は午後10時30分まで）に制限されている。2016年には、2016年リオデジャネイロオリンピックとリオデジャネイロパラリンピックの開催に合わせて開通した路面電車 「VLTカリオカ」の駅が、旅客ターミナル前に完成し、供用が開始された。

## 主な航空会社
- アズールブラジル航空
- ゴル航空
- LATAM ブラジル
- ボエパス航空

## 主な就航路線
ベロオリゾンテ（コンフィンス）、ブラジリア、カンピーナス、カンポグランデ、クリチバ、フロリアノーポリス、フォルタレザ、マナウス、ポルトアレグレ、レシフェ、サルヴァドール、サンパウロ（コンゴーニャス）、サンパウロ（グアルーリョス）

## 施設

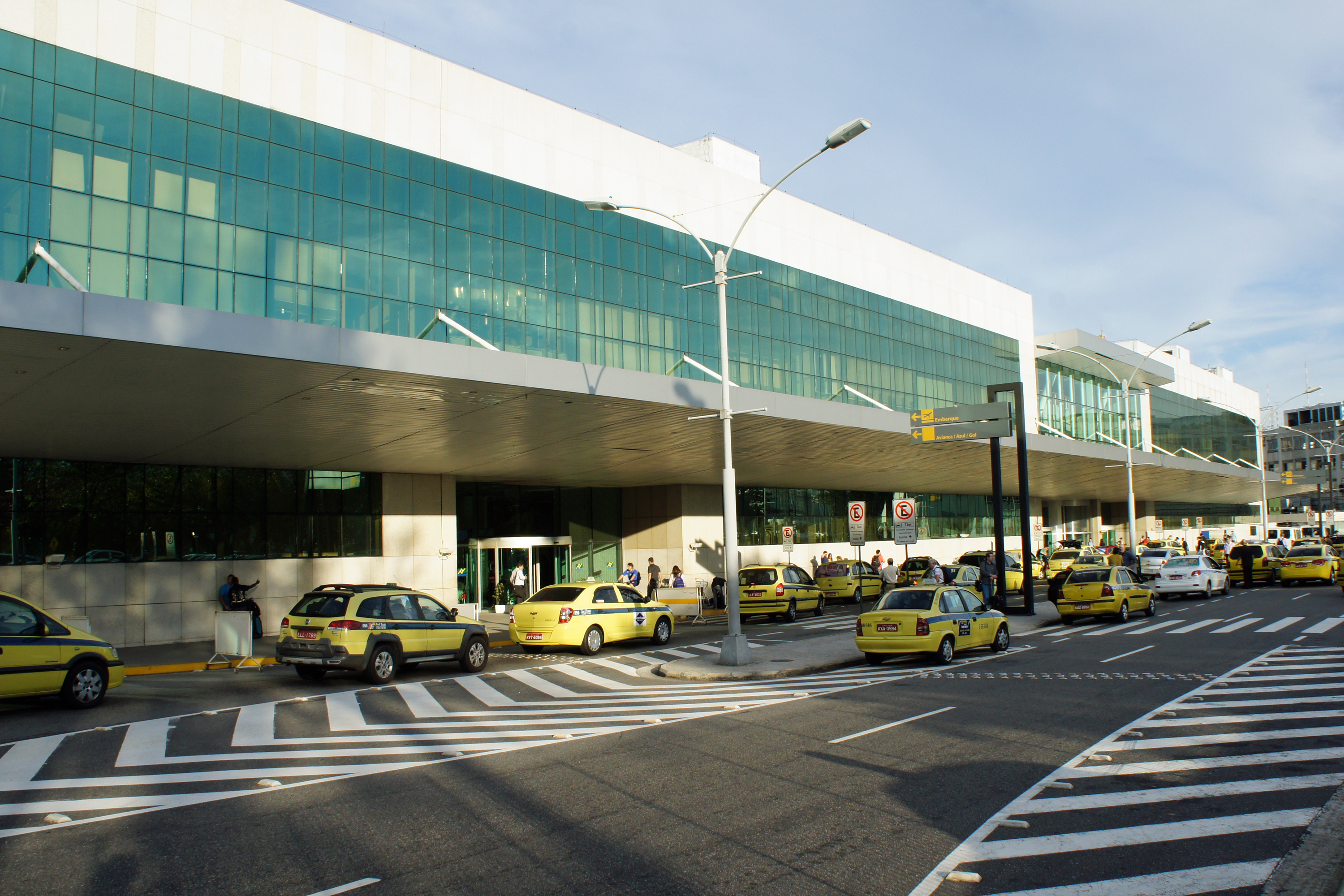
新旅客ターミナル

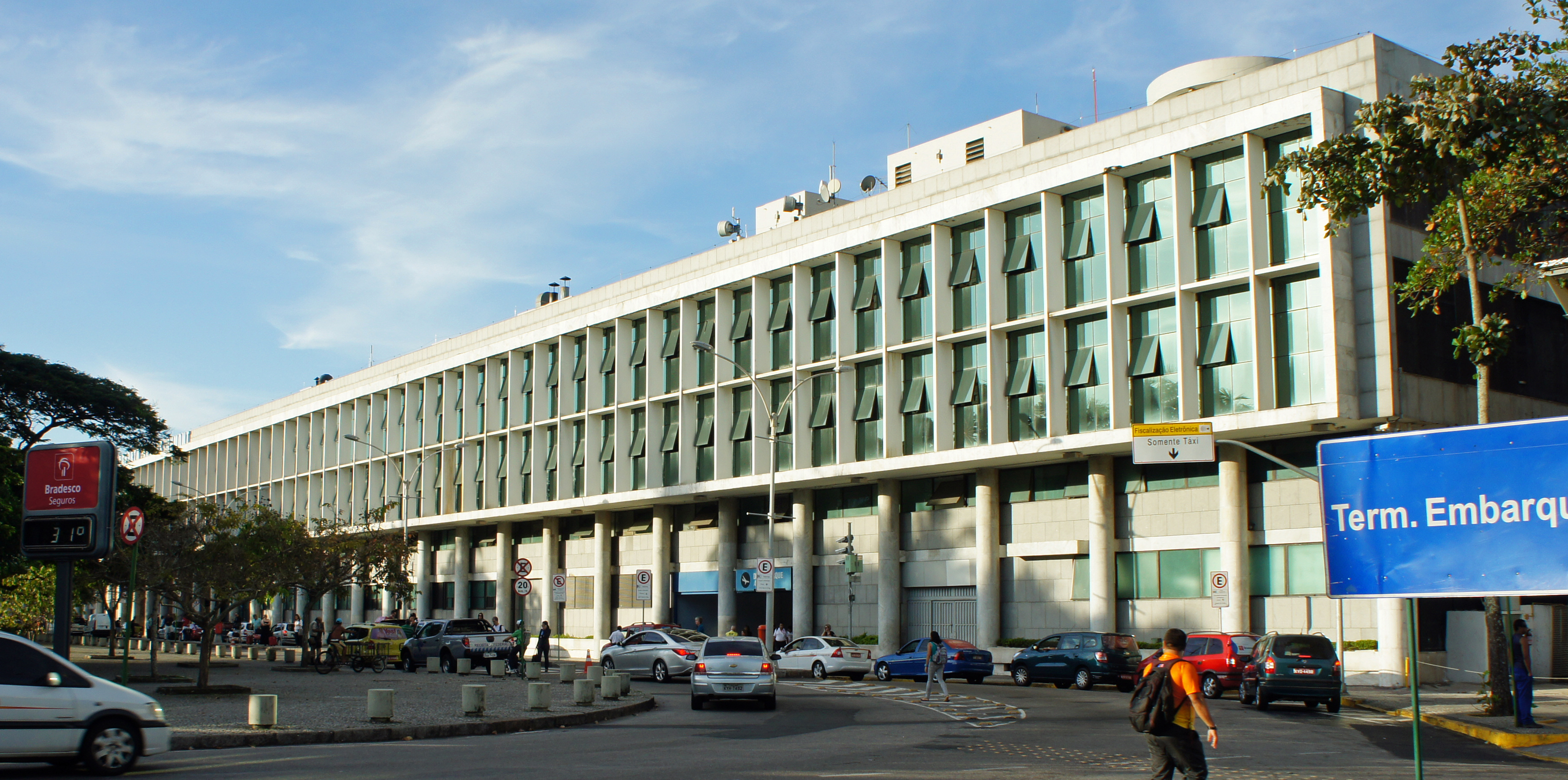
旧旅客ターミナル

空港の敷地面積は83haでブラジルの主要空港の中で最も小さい。滑走路の北側アプローチにリオ・ニテロイ橋、南側アプローチにはポン・ヂ・アスーカルがあり、運航上の障害となっている。
2007年の新旅客ターミナル完成後は、旅客の導線を分けて混雑を緩和させることを目的に、旧ターミナルが到着旅客用に、新ターミナルが出発旅客用に使用されている。また路面電車「VLTカリオカ」の駅もある。

## 市内との交通
市内中心部と近いことから、路面電車「VLTカリオカ」やタクシーや自家用車でのアクセスの他、リオ・デ・ジャネイロ市内の主なホテルやバスターミナル、鉄道駅及び地下鉄駅との間には定期バスが高頻度で運行されている。
また、リオ・デ・ジャネイロ市近郊のアントニオ・カルロス・ジョビン国際空港やジャカレパグア空港との間にも、リムジンバスや各航空会社運行によるシャトルバスが高頻度で運行されている。